# Шосе Бандейрантів
Шосе Бандейрантів (порт. Rodovia dos Bandeirantes, офіційне позначення SP-348) — шосе в бразильському штаті Сан-Паулу, що з'єднує місто Сан-Паулу з містом Кампінас.
Коли шосе Анангуера перестало впоруватися з потоком автомобілів в 1960-тих роках, уряд штату ухвалив рішення збудувати ще одне, більше та сучасніше шосе, що повинно було зв'язати місто Сан-Паулу з Жундіаї та Кампінасом, зливаючись з Анангуера біля Кампінаса. Це було одне з кількох перших шестисмугових шосе Бразилії, відкритих у 1978 році.
З моменту будівництва шосе залишалося платним, а з 1998 року за контрактом з урядом штату ним керує приватна компанія AutoBAn.
У 2001 році шосе було продовжене до Санта-Барбара-д'Оесті, де воно злилось з шосе Вашингтона Луїза, з того часу шосе почало обслуговувати муніципалітети Ріу-Клару, Сан-Карлус, Арараекара і Сан-Жозе-ду-Ріу-Прету. У 2006 році шосе було розширене до 4 смуг в кожному напрямку від Сан-Паулу до Жундіаї. Зараз воно залишається головною зв'язуючою ланкою між кількома містами від Сан-Паулу до Кампінаса і аеропортом Віракопус.
Шосе назване за бандейрантами, першопроходцями бразильських земель 16-17 століть, що приблизно цим шляхом подорожували через ліси углиб континенту.
| Бразилія | Це незавершена стаття з географії Бразилії. Ви можете допомогти проєкту, виправивши або дописавши її. |